# Egyptian Premier League 1965/66
Die Egyptian Premier League 1965/66 war die 16. Saison der Egyptian Premier League, der höchsten ägyptischen Meisterschaft im Fußball. Meister wurde zum ersten Mal El-Olympi, Ittihad Suez und Olympic El Qanah FC stiegen ab. Nicht mehr in der höchsten Spielklasse vertreten waren Suez El-Riyadi und Sawahel. Neu in der höchsten Spielklasse waren Al Tayaran und Ittihad Suez.

## Teilnehmende Mannschaften
Folgende zwölf Mannschaften nahmen in der Saison 1965/66 an der Egyptian Premier League teil:
| Mannschaft             | Ort                 | Stadion                             | Kapazität     |
| ---------------------- | ------------------- | ----------------------------------- | ------------- |
| al Ahly Kairo          | Kairo               | Cairo International Stadium         | 74.100        |
| al-Ittihad Al-Sakndary | Alexandria          | Alexandria Stadium                  | 13.660        |
| al-Masry               | Port Said           | Port-Said-Stadion                   | 22.000        |
| Al-Sekka Al-Hadid      | Kairo               | Sekka El Hadeed-Stadion             | 25.000        |
| Al Tayaran             |                     |                                     |               |
| al Zamalek SC          | Gizeh               | Cairo International Stadium         | 74,100        |
| El-Olympi              | Alexandria          | Alexandria Stadium                  | 13.660        |
| Ghazl El Mahallah SC   | al-Mahalla al-Kubra | El Mahalla Stadium                  | 20.000        |
| Ismaily SC             | Ismailia            | Ismailia Stadium                    | 18.525        |
| Ittihad Suez           | Sues                | Suez Stadium                        | 27.000        |
| Olympic El Qanah FC    | Ismailia            | Ismailia Stadium Suez Canal Stadium | 18.525 10.000 |
| Tersana SC             | Gizeh               | Mit Okba Stadium                    | 15.000        |

## Modus
Alle zwölf Mannschaften spielen je zweimal gegeneinander.

## Tabelle
| Pl.             | Verein                 | Sp. | S  | U  | N  | Tore    | Diff. | Punkte |
| --------------- | ---------------------- | --- | -- | -- | -- | ------- | ----- | ------ |
| 1.              | El-Olympi              | 21  | 13 | 4  | 4  | 040:210 | +19   | 30:12  |
| 2.              | al Zamalek SC (M)      | 21  | 10 | 6  | 5  | 037:190 | +18   | 26:16  |
| 3.              | Ismaily SC             | 21  | 9  | 7  | 5  | 032:270 | +5    | 25:17  |
| 4.              | Tersana SC (C)         | 21  | 9  | 5  | 7  | 037:260 | +11   | 23:19  |
| 5.              | Ghazl El Mahallah SC   | 21  | 7  | 8  | 6  | 020:170 | +3    | 22:20  |
| 6.              | al Ahly Kairo          | 21  | 7  | 7  | 7  | 027:250 | +2    | 21:21  |
| 7.              | al-Masry               | 21  | 8  | 4  | 9  | 023:280 | −5    | 20:22  |
| 8.              | Al-Sekka Al-Hadid      | 21  | 5  | 9  | 7  | 025:290 | −4    | 19:23  |
| 9.              | al-Ittihad Al-Sakndary | 21  | 6  | 6  | 9  | 021:250 | −4    | 18:24  |
| 10.             | Al Tayaran (N)         | 21  | 2  | 10 | 9  | 009:310 | −22   | 14:28  |
| 11.             | Ittihad Suez (N)       | 21  | 4  | 5  | 12 | 017:390 | −22   | 13:29  |
| 12.             | Olympic El Qanah FC 1  | 11  | 4  | 3  | 4  | 011:120 | −1    | 11:11  |
| Stand: Endstand |                        |     |    |    |    |         |       |        |

| (M) | Amtierender Meister     |
| (C) | Amtierender Pokalsieger |
| (N) | Neuaufsteiger           |